# Metropolis (manga)
Metropolis (メトロポリス, Metoroporisu), ook bekend als Osamu Tezuka's Metropolis of Robotic Angel, is een Japanse manga van Osamu Tezuka uit 1949. In 2001 werd hij verwerkt tot een film. De strip vertoont enkele gelijkenissen met de gelijknamige film uit 1927.

## Verhaal
Het verhaal speelt met de vraag of de mensheid, net zoals de dinosaurussen en de grote zoogdieren voor hen, ooit zullen uitsterven vanwege het onvermogen om zich aan de passen aan de steeds evoluerende wereld.
In de verre toekomst in het jaar 19XX maken wetenschappers zich zorgen over het feit dat leden van de criminele organisatie "De Rode Partij" geïnfiltreerd zijn in hun rangen. Er wordt een zoektocht op poten gezet naar hun leider, de Rode Baron. Ondertussen wordt het nieuws bekend dat er zonnevlekken op de zon verschenen zijn.
Dokter Lawton ontdekt hoe hij kunstcellen kan creëren met behulp van de zonnevlekken. De Rode Hertog overvalt hem en dwingt hem om uit deze cellen een artificiële mens te creëren voor hem. Lawton maakt een kind genaamd Michi. Wanneer hij de kwaadaardige plannen van de Rode Hertog voor het kind ontdekt, vernietigt hij zijn laboratorium waarna hij met het kind wegvlucht.
Lawton en Michi leiden een vredig leven, maar dit blijkt van korte duur. Michi wordt ontdekt door de Rode Partij, waarna Lawton vermoord wordt. Michi wordt na de dood van Lawton opgevangen door detective Mustachio en wordt bevriend met Mustachio's neefje Kenichi.
Michi ontdekt diens origines als artificiëel wezen en als crimineel hulpmiddel voor de Rode Hertog, wordt razend en zweert om zwaak te nemen op de mensheid vanwege hun gebruik van artificiële wezens voor kwaadaardige doeleinden. Er ontstaat een opstand onder de robotslaven in Metropolis, welke leidt tot de dood van de Rode Hertog. Wanneer de zonnevlekken weer verdwijnen, sterft Michi: zonder de radioactiviteit van de vlekken, kunnen de cellen van Michi's lichaam niet bestaan.

## Context
Osamu Tezuka merkte na het succes van zijn verhalende manga Shin Takarajima (Nieuw Schatteneiland) uit 1947 dat de mangaindustrie was overspoeld met Akahon manga (massagepubliceerde "rode boekjes" voor kinderen, zo genoemd vanwege de rode inkt die werd gebruikt voor de kaften van deze strips). Daarom besloot hij een volwaardige sciencefiction striproman te maken.
Tezuka kreeg een half jaar om een verhaal van 160 pagina's te tekenen. Zijn inspiratie voor Michi haalde hij bij een publiciteitsfoto van de film Metropolis, hoewel hij de film nooit had gezien en niet wist waar het verhaal over ging. De manga bleek veel meer succes te hebben dan verwacht en inspireerde heel wat nieuwe mangaka.
De setting van het verhaal was gebaseerd op het vooroorlogse Manhattan en Chicago. Voor Emmy en haar zus keek Tezuka naar Les Misérables. Voor Michi's superkrachten haalde hij de mosterd bij Superman. Michi's sterfscène was geïnspireerd door The Monstrous Fellows of the Country Underground, een andere manga van Tezuka.
De Rode Hertog en Notarlin maakten hun debuut in Metropolis en kwamen later allebei nog voor in ander werk van Tezuka. Michi werd het prototype voor de hoofdpersonages van de manga Astroboy en Princess Knight.

## Personages
Osamu Tezuka staat bekend om zijn Sterrenstelsel: hij hergebruikt zijn personages doorheen verschillende manga in verschillende rollen, gelijkaardig aan hoe filmsterren verschillende rollen spelen in verschillende films. Hetzelfde gebeurt in Metropolis: bepaalde personages neemt Tezuka over uit andere manga van zijn hand, anderen maken hun debuut in deze strip en werden later hergebruikt in andere verhalen.
- Michi als zichzelf: een kunstmatige mens gemaakt door Dr. Lawton, bedoeld als wapen voor de Rode Partij. Michi is hiervan zelf niet op de hoogte.
- Kenichi Shikishima als "Kenichi": een goede maar naïeve jongen die bevriend is met Michi. Nadat Michi zich tegen de mensheid keert, twijfelt Kenichi of hij wel de nodige kracht heeft om tegen zijn beste vriend te vechten.
- Shunsaku Ban als "Detective Moustachio": een detective op zoek naar Dr. Charles Lawton. Hij is getuige van de moord van Dr. Lawton. Samen met Kenichi gaat hij op zoek naar Michi's ouders.
- Makeru Butamo als "Dr. Charles Lawton": een wetenschapper die de perfecte artificiële mens maakt voor de Rode Hertog. Hij wil echter niet dat zijn creatie wordt gebruikt als wapen. Daarom ontvlucht hij de Rode Partij met Michi.
- De Rode Hertog as zichzelf: een gestoorde politieker die wereldheerschappij wil.
- Dokter Hanamaru als "Dr. Yorkshire Bell": een kalme, wijze wetenschapper die de radioactieve zonnevlekken onderzoekt.
- Notarlin as zichzelf: de generaal van de Metropolis politie die op zoek is naar de Rode Hertog en diens Rode Partij.

## Film
In 2001 werd een animefilm getiteld Metropolis gemaakt gebaseerd op de Metropolis manga. Naast de manga haalt de film ook inspiratie uit de Duitse film van 1927. Madhouse en Tezuka Productions voorzagen de animatie. Rintaro regisseerde de film en Akira mangaka Katsuhiro Otomo schreef het script.